# Ін-Салах – Аулеф – Регган
Ін-Салах – Аулеф – Регган – газопровід у центральній частині алжирської Сахари.
Повномасштабна розробка газового родовища Ін-Салах стартувала лише в 2016 році із видачею продукції до установки підготовки Кречба. Втім, з кінця 1990-х звідси була можлива подача блакитного палива до місцевої ТЕС Айн-Салах, а в 2012-му став до ладу трубопровід Ін-Салах – Аулеф – Регган, що прямує до рзташованих західніше оаз. Він має дві ділянки – до Аулеф довжиною 155 км та діаметром 500 мм та від Аулеф до  Регган довжиною біля сотні кілометрів та діаметром 300 мм.
З 2019-го стала можливою подача ресурсу до Аулеф із газопроводу GR5 через перемичку довжиною 46 км з діаметром 700 мм.